# 永久的祝福
《永久的祝福》（德語：Sei gesegnet ohne Ende；德語發音：[zaɪ̯ ɡəˈzeːɡnət ʔoːnə ˈʔɛndə]）是一首德語愛國歌曲，曾於1929年至1938年作爲奧地利國歌，由奧託卡爾·克恩斯托克（Ottokar Kernstock）創作，使用由約瑟夫·海頓創作的奧地利帝國國歌「Gott erhalte Franz den Kaiser」（天佑吾皇弗朗兹）曲調，同德國德意志之歌。